# Si estuviésemos juntos
«Si estuviésemos juntos» es una canción del cantante puertorriqueño Bad Bunny. La canción se estrenó por Rimas Entertainment el 14 de febrero de 2019, como el cuarto sencillo de su primer álbum de estudio X 100pre (2018).

## Antecedentes y composición
A principios de enero de 2019, el cantante a través de sus redes sociales, dio adelantos de su nuevo vídeo musical. La balada fue lanzada a través de Rimas Entertainment el 14 de febrero de 2019. Fue escrita y cantada por Benito Martínez, la canción poseé un sample del artista Camilo, bajo la producción de Bad Bunny, Marzen G, Tower Beatz y La Paciencia, la pista aborda el acordarse de una expareja. La pista, es una canción de reguetón con un tempo de 86 BPM.

## Vídeo musical
El video de «Si estuviésemos juntos» se lanzó el 14 de febrero de 2019 en el canal de YouTube de Bad Bunny. Fue filmado por Fernando Lugo, y cuenta con alrededor de 576 millones de visitas en YouTube. El clip cuenta la historia del cantante que recuerda a un examante. Bad Bunny celebra junto a una mujer una ceremonia de matrimonio, pero de acuerdo a la letra, todo esto formaría parte de un sueño de un amor que nunca fue.

## Posicionamiento en listas
| Listas (2018-2019)               | Mejor posición |
| -------------------------------- | -------------- |
| España (PROMUSICAE)              | 88             |
| Estados Unidos (Hot Latin Songs) | 39             |